# Lewis O. Barrows
Lewis Orin Barrows, född 7 juni 1893 i Newport, Maine, död 30 januari 1967 i Pittsfield, Maine, var en amerikansk republikansk politiker. Han var Maines guvernör 1937–1941.
Barrows studerade vid University of Maine och var verksam som affärsman. Han var en konservativ republikan som utan framgång sökte partiets nominering i guvernörsvalet 1932. Som delstatens statssekreterare (Maine Secretary of State) tjänstgjorde han 1935–1936. År 1936 nominerade sedan republikanerna honom som partiets kandidat och han vann guvernörsvalet med omval två år senare.
Barrows efterträdde 1937 Louis J. Brann som guvernör och efterträddes 1941 av Sumner Sewall.